# Volkslauf

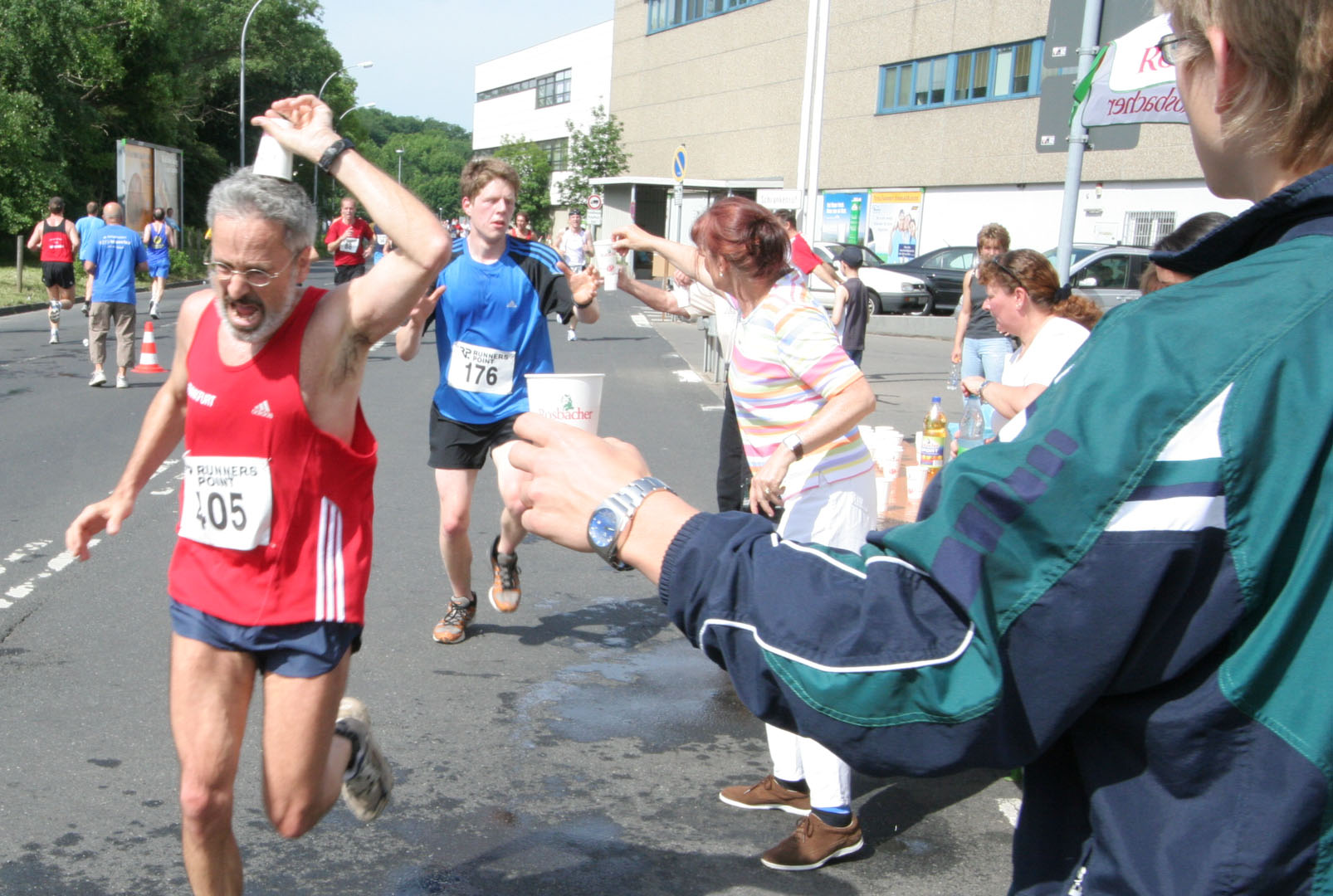
Teilnehmer des Volkslaufs in Bergen-Enkheim (Frankfurt am Main), 2007

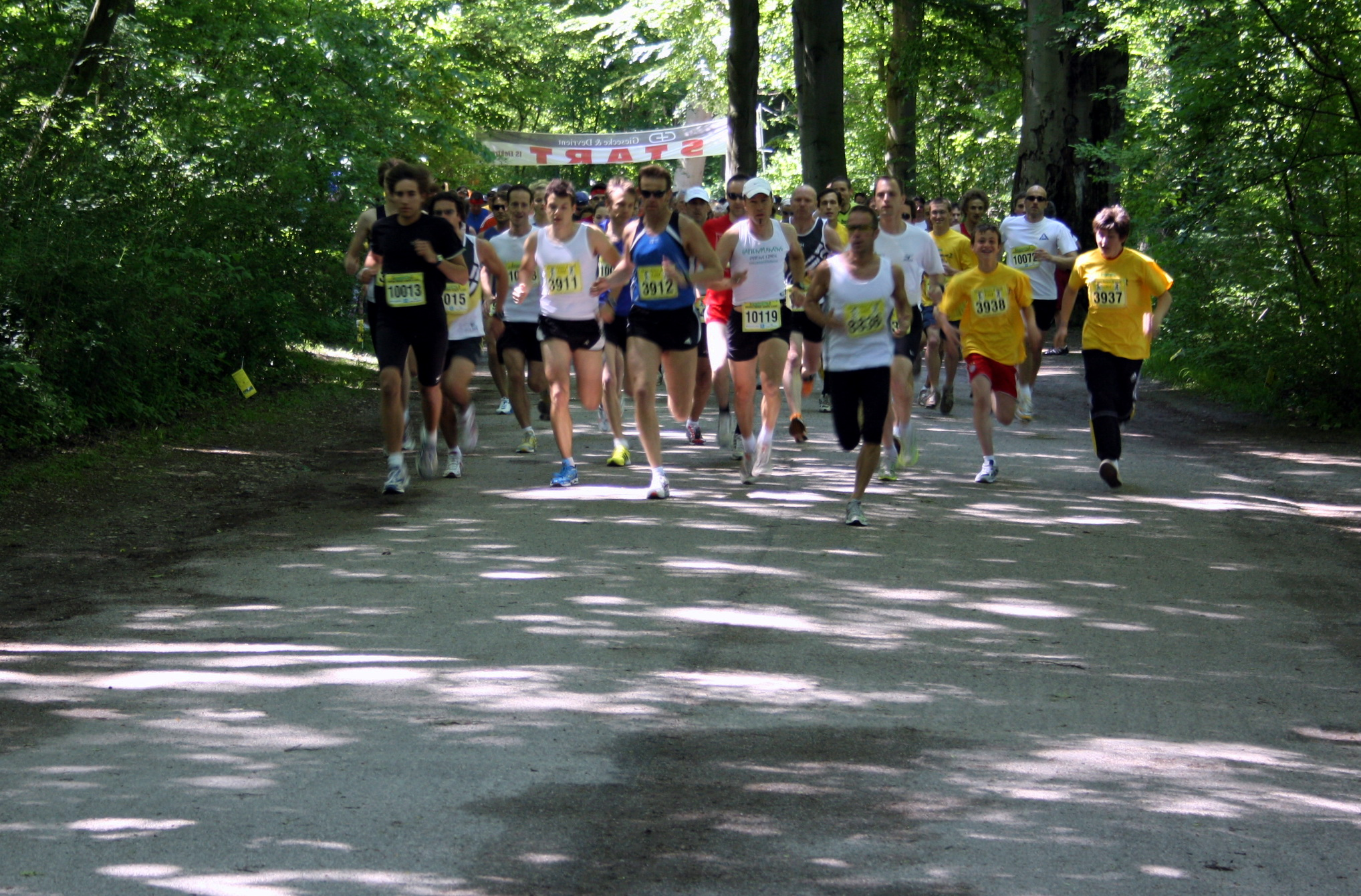
Teilnehmer des Münchner-Kindl-Laufs 2009 kurz nach dem Start

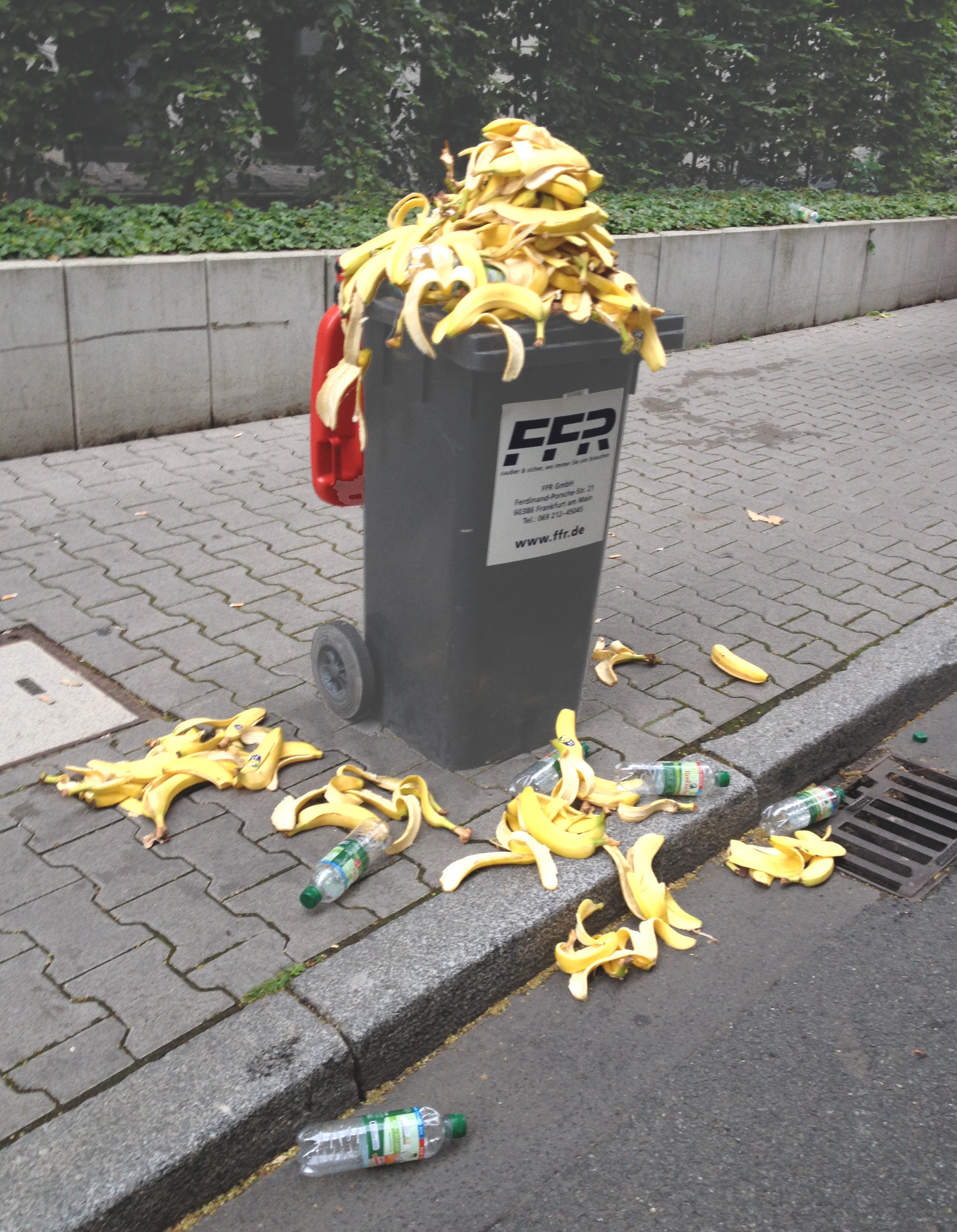
Bananenschalen als Teil der Hinterlassenschaft eines Volkslaufs

Ein Volkslauf ist eine Laufsport-Veranstaltung des Breitensports.
Volksläufe werden in der Regel über Distanzen von 5 km bis zur Marathonlaufdistanz (42,195 km) ausgetragen. Die Strecke eines Volkslaufes kann auf Straßen, Park- und Spazierwegen oder Waldwegen verlaufen oder auf einer Kombination dieser Bodenbeläge.
Im Gegensatz zu reinen „Fun-Läufen“ werden bei Volksläufen meist die Laufzeiten der Teilnehmer ermittelt und Ergebnislisten mit Platzierungen erstellt. Oft werden für das Erreichen des Ziels Urkunden ausgestellt und Medaillen ausgegeben. Dennoch stehen meist der Laufspaß, die Freude an der persönlichen Leistung durch das Bewältigen einer Strecke und die Popularisierung des Laufsports im Vordergrund.

## Bedeutung
2019 nahmen in Deutschland über zwei Millionen Menschen an 3416 Volksläufen teil.
Die Volkslaufbewegung hat bis heute, verstärkt durch die allgemeine Fitnesswelle, einen nahezu konstanten Zuwachs erhalten, d. h. seit 1964 gibt es einen nahezu ununterbrochenen Anstieg sowohl bei der Zahl der angebotenen Volksläufe wie auch bei den Teilnehmerzahlen.
Klimatisch bedingt finden die meisten Volksläufe im Frühjahr und Herbst statt. Das Angebot an Volksläufen erstreckt sich aber über das ganze Jahr, und auch im Winter gibt es mit Winterlaufserien und Silvesterläufen ein breites Angebot an Laufveranstaltungen.

## Abgrenzung zum Straßenlauf
Ein Volkslauf unterscheidet sich von einem Straßenlauf (im Sinne dessen formaler Definition durch Leichtathletikverbände) durch weniger rigide Teilnahmevoraussetzungen und grenzt sich durch weniger Reglementierung von Strecke, Durchführung und erbrachten Leistungen ab. Eine Vereinsmitgliedschaft und der Besitz eines vom Verband ausgestellten Startpasses sind nicht erforderlich. Oft sind die Strecken nicht nach den Richtlinien der Leichtathletikverbände vermessen, was eine der Voraussetzungen dafür wäre, dass die erzielten Zeiten in deren Bestenlisten aufgenommen würden. Ein Volkslauf ist im Gegensatz zum leistungssportlich ausgerichteten Straßenlauf ein breitensportliches Ereignis.
Die Grenzen sind aber fließend, da viele und besonders die sehr teilnehmerstarken Veranstaltungen als „kombinierter Straßen- und Volkslauf“ ausgetragen werden. Susanne Kreitz hat bei ihrer empirischen Analyse der Teilnehmer(innen) des Hamburg-Marathon die unterschiedlichen Typen an Teilnehmern analysiert und gezeigt, dass es zwar gewisse Überlappungen gibt, die Volksläufer jedoch eine gut abgrenzbare Population darstellt. Solche Veranstaltungen erfüllen bei der Streckenvermessung die strengeren Kriterien eines Straßenlaufes, lassen gleichermaßen ungebundene und Vereinsläufer als Teilnehmer zu, berücksichtigen aber für Bestenlisten und gegebenenfalls integrierte Meisterschaftswertungen nur Inhaber eines Verbands-Startpasses.

## Zeitmessung
Bei Läufen mit vielen Teilnehmern ist die traditionelle Form der Zeitmessung mit einer beim Startschuss ausgelösten Stoppuhr – beziehungsweise deren elektronischem Äquivalent – nicht fair, da nicht alle Starter gleichzeitig die Startlinie überqueren können. Bei Veranstaltungen mit mehreren hundert Startern kann es einige Minuten dauern, bis die letzten Läufer die Startlinie überquert haben. Deshalb werden oft Transponder genutzt, die am Schuh befestigt werden, sogenannte Laufchips, oder in die Startnummer integriert sind. An Start- und Ziellinie werden dann entsprechende Empfänger installiert. Die Transponder lösen beim Überlaufen der Startlinie die Zeitmessung aus und registrieren die tatsächlich gelaufene Zeit des jeweiligen Sportlers vom Überschreiten der Startlinie bis zur Überquerung der Ziellinie (sogenannte „Nettozeit“). Die Ergebnislisten werden allerdings anhand der Einlaufreihenfolge im Ziel (sogenannte „Bruttozeit“) ermittelt. Somit überquert der Gesamtsieger auch als Erster die Ziellinie.
Bei Läufen mit sehr großer Beteiligung werden die Starter zudem vor dem Start nach ihren bisherigen Laufleistungen sortiert, sodass die Favoriten bereits beim Start in den ersten Reihen stehen.

## Geschichte
Mit der Ausbreitung des Dauerlauftrainings nach Ernst van Aaken und Arthur Lydiard wurde Langstreckentraining in Deutschland nicht mehr nur als Intervalltraining auf dem abgegrenzten Sportplatz, sondern vermehrt öffentlich auf der Straße und in Parks durchgeführt. Hierdurch wurde ein breites öffentliches Interesse geweckt. Der erste Volkslauf der Bundesrepublik fand am 13. Oktober 1963 in Bobingen bei Augsburg statt. 1654 Teilnehmer aus allen Altersgruppen liefen oder marschierten im Naturpark Augsburg – Westliche Wälder hügelige Strecken zwischen 800 Metern und zwölf Kilometern. Die Initiatoren Otto Hosse und Herwig Leiter, damals 22 Jahre alt, gelten als Pioniere der Laufbewegung. Die beiden Leichtathleten hatten in der Schweiz sogenannte Wehrläufe miterlebt, die die Kondition der eidgenössischen Männer zum Zwecke der Landesverteidigung fördern sollten. Hosse und Leiter modifizierten dieses Konzept und machten daraus eine Leichtathletik-Veranstaltung für die ganze Familie. Bereits damals hatten die Bobinger Veranstalter den Aspekt der Gesundheitsvorsorge im Auge, denn Anfang der sechziger Jahre berichteten die Medien erstmals von einem möglichen Zusammenhang zwischen Bewegungsmangel und bestimmten Krankheiten. Volksläufe nach dem Bobinger Vorbild wurden ab dem Frühjahr 1964 mit tatkräftiger Unterstützung von Otto Hosse und Herwig Leiter an immer mehr Orten der Bundesrepublik durchgeführt.

## Teilnehmerstärkste Volkslaufveranstaltungen in Deutschland
| Rang | Veranstaltung           | Finisher | Veränderung Vorjahr |
| ---- | ----------------------- | -------- | ------------------- |
| 1    | Berlin-Marathon         | 48.052   | +5,8 %              |
| 2    | Münchener Firmenlauf    | 30.239   | +93,0 %             |
| 3    | Berliner Halbmarathon   | 29.769   | +13,5 %             |
| 4    | Team Challenge Dresden  | 22.240   | +4,3 %              |
| 5    | Köln-Marathon           | 17.244   | −2,1 %              |
| 6    | B2Run Köln              | 16.776   | +3,8 %              |
| 7    | Hannover-Marathon       | 16.149   | +0,2 %              |
| 8    | Firmenlauf Leipzig      | 15.905   | +10,3 %             |
| 9    | Berliner Firmenlauf     | 15.166   | +5,3 %              |
| 10   | Münz Firmenlauf Koblenz | 14.878   | +1,9 %              |
| 11   | München-Marathon        | 14.767   | −0,8 %              |
| 12   | Hamburg-Marathon        | 14.562   | +2,1 %              |
| 13   | B2Run Nürnberg          | 13.911   | −2,4 %              |
| 14   | GutsMuths-Rennsteiglauf | 13.163   | +1,6 %              |
| 15   | B2Run Berlin            | 12.432   | +17,4 %             |
| 16   | Frankfurt-Marathon      | 12.163   | −1,2 %              |
| 17   | Einstein-Marathon Ulm   | 11.421   | −4,2 %              |
| 18   | Essener Firmenlauf      | 10.720   | +4,1 %              |
| 19   | B2Run Düsseldorf        | 10.430   | +4,5 %              |
| 20   | SportScheck RUN München | 9792     | −7,6 %              |

## Silvesterläufe

### Deutschland
Eine besondere Tradition stellen Silvesterläufe dar. Es gibt fast 100 Silvesterläufe in Deutschland, u. a.:
- Silvesterlauf Meiningen (erster Silvesterlauf 1955, 10 km, 50. Lauf 2022)
- Silvesterlauf von Werl nach Soest (größter Silvesterlauf in Deutschland, 2007: 4906 Teilnehmer im Ziel)
- Bietigheimer Silvesterlauf in Bietigheim-Bissingen
- Silvesterlauf Trier (mit Eliterennen, 2019: 2600 Teilnehmer im Ziel)
- Silvesterlauf München (10 km im Olympiapark, rund 3000 Teilnehmer)
- Silvesterlauf Osnabrück (mit über 3000 Teilnehmern)
- Silvesterlauf Gersthofen (mit über 1000 Teilnehmern)
- Silvesterlauf Kaufungen (rund 1000 Teilnehmer, bekannt als „hessisches São Paulo“)
- Silvesterlauf Gütersloh (mit über 1000 Teilnehmern)
- Silvesterlauf Zweibrücken (rund 25 Teilnehmer seit 1979)

### Österreich
- Silvesterlauf Graz, veranstaltet von Die Woche, 5 km, 10 km, 400 m Kinderlauf.
- Silvesterlauf Peuerbach –  von 1981 bis 1996 Silvesterlauf Natternbach
- Silvesterlauf Wien – am Ring, 2017 mit der Rekordzahl von 4.650  Teilnehmern[7]

### Schweiz
- Zürcher Silvesterlauf – ca. 9000 Teilnehmern, findet trotz seines Namens schon Mitte Dezember statt.

### Weitere Länder
Der weltweit bekannteste Silvesterlauf ist die Corrida Internacional de São Silvestre in São Paulo, Brasilien, die seit 1925 stattfindet.
Größter Silvesterlauf in Europa ist die San Silvestre Vallecana in Madrid, Spanien mit fast 18.000 Teilnehmern. Weitere bekannte Silvesterläufe in Europa sind die Cursa dels Nassos in Barcelona mit ca. 8000 Teilnehmern und die BOclassic in Bozen, Italien.

## Sonstiges
Bekanntester deutscher Volksläufer dürfte Paul Eppel (1918–2009) aus Ludwigshafen gewesen sein. Eppel gewann von 1962 bis 1990 4.214 Medaillen und hielt damit 15 Jahre den Titel im Guinness-World-Records-Buch.